# 潘州街道
潘州街道，是中华人民共和国广东省茂名市高州市下辖的一个乡镇级行政单位，是高州市主城区所在地，2003年11月由原中山街道和南湖街道合并而成，面积25平方公里，辖13个社区居委会，户籍人口12万人。潘州街道不仅是全市经贸的汇聚点，而且是粤西桂东地区商品重要集散地。

## 歷史
高州城区潘州街道原为茂名县城所在地。东晋永和十年（354年）置茂名县，现潘州街道为茂名县治，唐贞观八年（634年），县城为潘州治后，开始构筑周三百八丈六尺，高六尺土墙，初步形成城池格局。明洪武元年（1368年），高州府治由旧城（今高州市长坡镇）迁至茂名县城（现高州城），进行大规模修建。洪武十四年（1381年），于旧城之外重筑新城，洪武三十一年（1398年），砌结城墙，开城门五座，东曰“迎阳”（今城东高州火车站前广场以此命名），南曰“广济”（今城南曾修建连结笔架山及挂榜岭的南城门以此命名），西曰“通川”（今城北城市主干线以此命名），北曰“北门”，还有一座“小西门”，并在五门之上部建造城楼，城墙外围城东、南、北三面开凿护城濠堑。明嘉靖四年（1525年），将学宫（现高州中学初中校区附近）包入城中。嘉靖十五年（1536年），扩展城南地域，增辟南关街，并在南门外加筑城门“高辛门”一座。清代，于城墙东段创建“文明门”（今城区主干道文明路以此命名）。道光三年（1823年）对城墙最后一次修葺，形成总长为2385米，厚3米，高5米的城墙及6座城门楼。抗日战争期间，为了便于城内居民防空疏散，当局于1939至1940年间调集民工11万人将城墙全部拆除，并填平城濠改为环城公路（今环城路、潘州路），至此，高州县城的城池建筑不复存在。
民國時期至中華人民共和國成立初期，高州全境（當時稱茂名縣）仍按原五區四十四鄉建制管理，高州城區範圍屬第一區附城鄉，1950年5月，全縣整編為八區四十三鄉，城區劃為中区，辖附城镇，1953年，附城鎮劃為區級鎮。1956年3月，調整為9區1鎮112鄉，附城鎮管轄西岸鄉（現為寶光街道西岸村）、謝村鄉（現為潘州街道謝村社區）。1958年9月人民公社化后，城区劃爲附城鎮附城公社，1980年8月，設立高州鎮。1986年12月1日，原高州鎮、環城區全16鄉、石鼓區2鄉（石仔嶺鄉、茂嶺鄉）合併成新的高州鎮。1995年4月，高州鎮撤銷，老城區設中山街道，城南南湖塘一帶分設南湖街道，城東山美、同進、官楊一帶分設山美街道。1997年11月，原石鼓區石仔嶺、茂嶺分設石仔嶺街道。其後，城西西岸、北江、廣潭一帶分設西岸街道（後與頓梭鎮合併成寶光街道）。2003年11月，南湖街道與中山街道合併，成立潘州街道，辦公地駐原南湖街道辦事處。

## 分区
潘州街道中心区域由以前高州的老城区组成，以大街（现在的中山路为主线），北为衙门学苑，南为商铺，以城墙围绕其中“九街十二巷”。今城墙已拆，成为现在的环城路，而城墙内的四大区域则取名为东门、西关、南关、北街，而城墙以南的南湖塘、城墙以西一河之隔的西岸（现为宝光街道）、城墙以北的平山、城墙以东的山美（现为山美街道）则作为高州城的郊区地带。2000年前后，政府决定大力开发南湖塘地区，开建府前路南段延长线及挂榜岭隧道，原先的农田亦改建为住宅区。
|        | 街道名   | 走向 | 现状                                                                                       |
| ------ | -------- | ---- | ------------------------------------------------------------------------------------------ |
| 九街   | 大街     | 东西 | 原城内的中心大街，为“九街十二巷”之首，民国时期改名为中山路，至今仍是高州城内的重要商业街道 |
| 九街   | 常平街   | 南北 | 现为高州中学初中校区旁的居民路                                                             |
| 九街   | 仙桂街   | 东西 | 新修建的解放路将其分为仙桂上街及下街，现为连结环城北路及永镇街的居民路                     |
| 九街   | 人和街   | 南北 | 因新修建西关路，已不复存在                                                                 |
| 九街   | 观善街   | 南北 | 又名万寿街，因新修建西关路，已不复存在                                                     |
| 九街   | 竹栏街   | 南北 | 原为鉴江边商贸街道，后转为居民区，现已拆迁改造为沿江路                                     |
| 九街   | 砚塘街   | 南北 | 改名为升平街，现为连结中山路的居民路                                                       |
| 九街   | 新街     | 东西 | 现为府前路、广场路一带的居民路                                                             |
| 九街   | 后街     | 东西 | 现为潘州中路（环城路）一带的居民路                                                         |
| 十二巷 | 耽菊巷   |      | 不复存在                                                                                   |
| 十二巷 | 集贤巷   |      | 改名为集贤街，位于西关街居民区                                                             |
| 十二巷 | 天文巷   |      | 现存，位于北街居民区                                                                       |
| 十二巷 | 赐宝巷   |      | 现存，位于北街居民区                                                                       |
| 十二巷 | 金刚塘巷 |      | 现存，位于北街居民区                                                                       |
| 十二巷 | 高溪巷   |      | 不复存在                                                                                   |
| 十二巷 | 马路巷   |      | 改名为北直街                                                                               |
| 十二巷 | 乐义巷   |      | 现存，位于北直街居民区                                                                     |
| 十二巷 | 高第巷   |      | 现存，位于南关街居民区                                                                     |
| 十二巷 | 簕古巷   |      | 现存，现为连结南关街与府前路的居民路                                                       |
| 十二巷 | 黎江巷   |      | 现存，位于西关街居民区                                                                     |
| 十二巷 | 大陵驿巷 |      | 现存，位于西关街居民区                                                                     |

## 基础设施

### 学校
- 中学：广东高州中学初中校区、高州市第一中学、高州市第四中学、高州市第六中学、高州市第七中学
- 小学：高州市第一小学、文明路小学、东风小学、南关小学、高州师范附属第一小学、高州市第二小学（在建中）
- 中专：广东省高州农校

### 车站
- 高州市中心客运站

### 公园
- 潘州公园
- 瀛洲公园
- 文笔岭公园
- 挂榜岭公园

### 医院
- 高州市人民医院
- 高州市中医院
- 高州市妇幼保健院

## 行政区划
潘州街道下辖以下地区：
升平社区、东门社区、北关社区、光明社区、文明社区、城南社区、榭村社区、南湖塘社区、南桥社区、南关社区、南新社区、永镇社区和西关社区。
- 南关社区：东至府前北路，南至勒古巷，西至沿江一路瀛洲公园，北至潘州中路，面积0.16平方公里。
- 光明社区：东与山美街道交界，南至高凉东路，西至光明路，北至潘州东路，面积约1.2平方公里。
- 东门社区：位于高州市城区东北面，面积0.36平方公里。
- 永进社区：位于高州潘州街道老城区，包括中山路、南华路、潘州中路、解放街、后街、后街横巷、永镇街、环城西路、仙桂街、大陵驿巷、新安街，面积约0.35平方公里。
- 北关社区：位于高州市区北面，成立于1995年5月，包括安荣一至三巷、集贤街、沿江二路、赐宝巷、菠萝埗，面积0.39平方公里。
- 谢村社区：位于高州市区东南面，面积约3平方公里。
- 南新社区：位于高州市区中部，包括府前路、南新路、南关路、公园路，面积约0.5平方公里。
- 文明社区：东至光明路，西至文明路，南至桂圆路，北至潘州中路，成立于1993年12月，面积约1.5平方公里。
- 南桥社区：成立于1996年11月，东至府前北路，西至小观山街，南至明珠路及高凉西路与茂名大道交界，北至南新路，面积0.62平方公里。
- 西关社区：东至西关路高州市人民医院，南至环城西路，西至鉴江桥头，北至沿江一路，面积约0.35平方公里。